# Humuleștii Noi, Neamț
Humuleștii Noi este o localitate componentă a orașului Târgu Neamț din județul Neamț, Moldova, România.
 Acest articol despre o localitate din județul Neamț este deocamdată un ciot. Puteți ajuta Wikipedia prin completarea lui.